# Niantic (Connecticut)
Niantic statisztikai település az USA Connecticut államában, New London megyében. Lakosainak száma 3194 fő (2020. április 1.).

## Népesség
A település népességének változása:

| 2010 | 3 114 |
| 2020 | 3 194 |